# Natrium-Aufschluss
Der Natrium-Aufschluss, auch Lassaign-Reaktion genannt, ist ein Aufschluss meist organischer Substanzen mit elementarem Natrium unter Hitzeeinwirkung. 
Hierbei werden bestimmte Elemente der organischen Substanz in leicht lösliche Natriumsalze überführt. Die Untersuchung dieser Salze ermöglicht den Nachweis von Stickstoff, Schwefel und Halogenen in der ursprünglichen Substanz, weswegen der Natrium-Aufschluss zur Elementaranalyse in der qualitativen organischen Analyse Anwendung findet.

## Durchführung
Elementares Natrium und die zu untersuchende Substanz werden in einem Reagenzglas zusammengegeben und in der Bunsenbrennerflamme langsam erhitzt, bis keine Änderung an der organischen Substanz mehr zu beobachten ist. Anschließend wird das Reagenzglas zur Rotglut erhitzt und im heißen Zustand in ein Becherglas mit Wasser getaucht, wobei es schlagartig zerbricht. Überschüssiges Natrium reagiert dabei heftig mit Wasser, weshalb entsprechende Sicherheitsvorkehrungen zu beachten sind (Gesichtsschutz tragen; nur geringe Menge Natrium verwenden). Die entstandene Lösung wird filtriert und kann für die Nachweisreaktionen verwendet werden.

## Nachweise
Nach Erhitzen eines Kohlenwasserstoffes mit Natrium entsteht eine alkalische wässrige Lösung aus der folgende Elemente nachgewiesen werden können:
- Stickstoff aus Natriumcyanid (NaCN), durch Zugabe von Eisen(II)-sulfat als Berliner Blau
- Schwefel aus Natriumsulfid (Na2S), durch Verfärbung von Silberoberflächen oder durch Violettfärbung der Lösung mit Nitroprussid
- Halogene aus Natriumhalogeniden (NaX), allgemein durch die Beilsteinprobe, spezieller für Iod durch Verfärbung von Tetrachlorkohlenstoff nach Zugabe von Natriumnitrit; für Brom durch Zugabe von Blei(IV)-oxid und Fluoresceinpapier; für Chlorid mit Silbernitrat-Lösung